# Lubango
La ciudad de Lubango es la capital de la provincia angoleña de Huíla. En 2010 contaba con una población de 256.713 habitantes.

## Economía
La economía de Lubango se basa principalmente en la agricultura de cereales, frutas y verduras. Además cuenta con cierta industria manofacturera especializada en el envasado de alimentos.

## Historia
Lubango fue una de las primeras ciudades y regiones colonizadas por los portugueses para aprovechar su fértiles zonas agrícolas. Como era común a la colonización portuguesa, y otros regímenes coloniales, la metrópoli arrebató las tierras a la población aborigen para entregarla a los colonos. Esto hizo que varios cientos de familias emigraran a la entonces África del Sudoeste Alemana, después Namibia mientras que unos mil colonos procedentes de la isla de Madeira ocupaban la región en 1881, sobre todo en el cultivo de la patata. En 1910 eran 1 700 los colonos de Madeira instalados en la ciudad.
En 1923 la empresa Mocanede Railways conectaba la ciudad con la costa atlántica y el gobierno portugués la nombraba capital de la provincia, rebautizándola con el nombre de Sá da Bandeira, recuperando su nombre original con la llegada de la independencia. En ese momento Lubango era la única ciudad angoleña donde los europeos eran mayoría, pues la mayor parte de la población africana era nómada.
Durante la guerra civil de Angola la ciudad albergó el cuartel general de SWAPO y fue atacada varias veces por la UNITA, llegando a ser en algunos momentos zona "fronteriza" entre los territorios controlados por el gobierno y los dominados por la guerrilla de UNITA apoyada por la Sudáfrica racista. Pero debido a su posición y ser la base del principal contingente cubano, la Agrupación de Tropas del Sur, la ciudad no cayó nunca y de ella despegaron buena parte de los cazas cubanos que combatieron en la Guerra de la Frontera de Sudáfrica.
Tras la paz del 2002, la ciudad ha alcanzado nuevos niveles de desarrollo urbanístico y de servicios.

## Comunicaciones
Lubango dispone de un aeropuerto cívico militar donde opera las líneas aéreas Sonair, Taag, Air Gemini. 
Así mismo es la base de los escuadrones de cazabombarderos de la Fuerza Aérea de Angola.
En tren la Benguela Railway.

## Sede episcopal
La ciudad de Lubango antiguamente conocida como Sá da Bandeira es sede de la arquidiócesis de Lubango (en latín:  Archidioecesis Lubangensis ), creada el 3 de febrero de 1977 a partir de la diócesis de Sá da Bandeira (en latín:  Dioecesis Sadabandeiropolitanus )